# Radcliff
Radcliff – miasto w Stanach Zjednoczonych, w stanie Kentucky, w hrabstwie Hardin.